# Граф Кроуфорд
Граф Кроуфорд (англ. Earl of Crawford) — один из самых старых наследственных титулов Соединённого королевства (пэрство Шотландии). Был создан в 1398 году для сэра Дэвида Линдси (приблизительно 1360 — 1407), получившего от короля Роберта II во владение замок Кроуфорд.

## История титула
Титул графа Кроуфорда носили потомки Дэвида Линдси, 1-го графа, до смерти в 1542 году Дэвида Линдси, 8-го графа Кроуфорда. Александр Линдси, мастер Кроуфорд, сын 8-го графа, часто ссорился со своим отцом и даже пытался его убить. Александр Линдси был приговорен к смерти за преступления, а его отец передал титул графа двоюродному брату Дэвиду Линдси, потомку Дэвида Линдси, 3-го графа Кроуфорда. Но Дэвид Линдси, 9-й граф Кроуфорд, имевший собственных сыновей, завещал титул графа Кроуфорда своему родственнику Дэвиду Линдси, сыну Александра, мастера Кроуфорда.
После смерти Людовика Линдси, 16-го графа Кроуфорда (1600—1652), графский титул унаследовал Джон Линдси, уже носивший титул графа Линдси. В январе 1808 года после смерти неженатого Джорджа Линдси-Кроуфорда, 22-го графа Кроуфорда (1758—1808) два графских титула прервались до тех пор, пока соответствующие наследники не доказали свои претензии на титулы.
В 1843 году Джеймс Линдси, 7-й граф Балкаррес (1783—1869) предъявил свои претензии на графство Кроуфорд. В 1848 году Палата лордов разрешила ему принять титул графа Кроуфорда. Его претензии были основаны на обширном исследовании его сына, лорда Александра Линдси. Он исследовал генеалогию рода Линдси и заявил, что отец 7-го графа Балкарреса является законным преемником графов Кроуфорд. Александр Линдси, 6-й граф Балкаррес (1752—1825) был посмертно объявлен 23-м графом Кроуфордом, а его сын Джеймс Линдси, 7-й граф Балкаррес, стал 24-м графом Кроуфордом.
Вспомогательные титулы графа Кроуфорда и Балкарреса: лорд Линдси из Кроуфорда (1398), лорд Линдси и Балниел (1651), барон Уиган из Хейг Холла (1826). Графы Кроуфорд и Балкаррес, лорд Линдси из Кроуфорда и лорд Линдси и Балниел — пэрства Шотландии, а титул барона Уиган из Хейг Холла — пэрство Соединённого Королевства. Графы Кроуфорд и Балкаррес, нося титул барона Уигана из Хейг Холла, заседали в Палате лордов до принятия акта о пэра 1963 года. 29-й граф Кроуфорд заседал в Палате лордов в качестве барона Балниела, который он получил в 1975 году, когда покинул Палату общин и унаследовал графский титул отца.
Граф Кроуфорд является наследственным вождем клана Линдси.
Родовая резиденция находится в Балкаррес-хаус в деревне Колинсбург (область Файф, Шотландия). До 1940-х годов резиденцией Линдси служил Хейг-Холл в Ланкашире.

## Графы Кроуфорд (1398)
- 1398—1407:  Дэвид Линдси, 1-й граф Кроуфорд (ок. 1360—1407), старший сын сэра Александра Линдси из Гленеска (ум. 1381) от первого брака с Кэтрин Стирлинг, лорд-адмирал Шотландии;
- 1407—1438:  Александр Линдси, 2-й граф Кроуфорд (ок. 1387—1438), старший сын 1-го графа Кроуфорда и Элизабет Стюарт;
- 1438—1445:  Дэвид Линдси, 3-й граф Кроуфорд (ум. 1445), сын и преемник предыдущего;
- 1445—1453:  Александр Линдси, 4-й граф Кроуфорд (ум. 1453), сын Дэвида Линдси, 3-го графа Кроуфорда, и Марджори Огилви;
- 1453—1495:  Дэвид Линдси, 5-й граф Кроуфорд (1440—1495), также 1-й герцог Монтроз (1488—1495), старший сын предыдущего, лорд-адмирал и камергер Шотландии;
- 1495—1513:  Джон Линдси, 6-й граф Кроуфорд (ум. 1513), второй сын предыдущего;
- 1513—1517:  Александр Линдси, 7-й граф Кроуфорд (ум. 1517), второй сын 4-го графа Кроуфорда;
- 1517—1542:  Дэвид Линдси, 8-й граф Кроуфорд (ум. 1542), сын предыдущего;
- 1542—1558:  Дэвид Линдси, 9-й граф Кроуфорд (ум. 10 сентября 1558), сын Уолтера Линдси (ум. 1513), внук Дэвида Линдси (ум. 1528), внук Уолтера Линдси Бофорта (ум. 1476) и правнук 3-го графа Кроуфорда;
- 1558—1574:  Дэвид Линдси, 10-й граф Кроуфорд (ум. 1574), сын Александра Линдси, мастера Кроуфорда (ум. 1542), внук 8-го графа Кроуфорда;
- 1574—1607:  Дэвид Линдси, 11-й граф Кроуфорд (ок. 1547 — 22 ноября 1607), старший сын и преемник 10-го графа Кроуфорда;
- 1607—1620:  Дэвид Линдси, 12-й граф Кроуфорд (8 марта 1575/1577 — июнь 1620), единственный сын предыдущего;
- 1620—1623:  Генри Линдси, 13-й граф Кроуфорд (ум. 1623), сын 10-го графа Кроуфорда;
- 1623—1633:  Джордж Линдси, 14-й граф Кроуфорд (ум. 1633), старший сын предыдущего от первого;
- 1633—1639:  Александр Линдси, 15-й граф Кроуфорд (ум. 1639), старший сын 13-го графа Кроуфорда от второго брака;
- 1639—1652:  Людовик Линдси, 16-й граф Кроуфорд (1600 — 7 ноября 1652), младший сын 13-го графа Кроуфорда от второго брака.

## Графы Кроуфорд (1642)
- 1642—1678: Джон Линдси, 17-й граф Кроуфорд, 1-й граф Линдси (ок. 1598—1678), 10-й лорд Линдси (с 1616), единственный сын Роберта Линдси, 9-го лорда Линдси (ум. 1616), потомок Уильяма Линдси (ум. 1393), дяди 1-го графа Кроуфорда;
- 1678—1698: Уильям Линдси, 18-й граф Кроуфорд, 2-й граф Линдси (1644 — 6 марта 1698), старший сын предыдущего;
- 1698—1713: Джон Линдси, 19-й граф Кроуфорд, 3-й граф Линдси (род. до 1672 — ум. 4 января 1713), старший сын предыдущего;
- 1713—1749: Джон Линдси, 20-й граф Кроуфорд, 4-й граф Линдси (4 октября 1702 — 25 декабря 1749), старший сын генерал-лейтенанта Джона Линдси, 19-го графа Кроуфорда;
- 1749—1781: Джордж Линдси-Кроуфорд, 21-й граф Кроуфорд, 5-й граф Линдси (14 марта 1723 — 11 августа 1781), 4-й виконт Гарнок (1739—1781), младший сын Патрика Линдси-Кроуфорда, 2-го виконта Гарнока (1697—1735), потомок Джона Линдси, 17-го графа Кроуфорда;
- 1781—1808: Джордж Линдси-Кроуфорд, 22-й граф Кроуфорд, 6-й граф Линдси (31 января 1758 — 30 января 1808), единственный сын предыдущего. Скончался неженатым и бездетным;
- 1808—1825 (де-юре): Александр Линдси, 23-й граф Кроуфорд, 6-й граф Балкаррес (18 января 1752 — 27 марта 1825), старший сын Джеймса Линдси, 5-го графа Балкарреса, потомок 3-го графа Кроуфорда. Великий магистр Великого ложа Шотландии (1780—1782), губернатор Ямайки (1795—1801);
- 1848—1869: Джеймс Линдси, 24-й граф Кроуфорд, 7-й граф Балкаррес (24 апреля 1783 — 15 декабря 1869), старший сын предыдущего;
- 1869—1880: Александр Линдси, 25-й граф Кроуфорд, 8-й граф Балкаррес (16 октября 1812 — 13 декабря 1880), старший сын предыдущего;
- 1880—1913: Джеймс Людовик Линдси, 26-й граф Кроуфорд, 9-й граф Балкаррес (28 июля 1847 — 31 января 1913), единственный сын предыдущего;
- 1913—1940: Дэвид Александр Эдвард Линдси, 27-й граф Кроуфорд, 10-й граф Балкаррес (10 октября 1871 — 8 марта 1940), старший сын 26-го графа Кроуфорда. Лорд казначейства (1903—1905), минстра сельскому хозяйству (1916), лорд-хранитель Малой печати (1916—1919), министр транспорта (1922);
- 1940—1975: Дэвид Александр Роберт Линдси, 28-й граф Кроуфорд, 11-й граф Балкаррес (20 ноября 1900 — 13 декабря 1975), старший сын предыдущего;
- 1975—2023: Роберт Александр Линдси, 29-й граф Кроуфорд, 12-й граф Балкаррес (5 марта 1927 — 18 марта 2023), старший сын 28-го графа Кроуфорда. Лорд-камергер Елизаветы Боуз-Лайон (1992—2002), матери королевы Великобритании Елизаветы II;
- 2023 — по настоящее время: Энтони Роберт Линдси, 30-й граф Кроуфорд (род. 24 ноября 1958), старший сын предыдущего;
  - Наследник: Александр Томас Линдси, лорд Балниел (род. 5 августа 1991), старший сын предыдущего.